# Крістіан Фагундес
Крістіан Даніель Даль Белло Фагундес (порт.-браз. Cristian Daniel Dal Bello Fagundes; нар. 13 грудня 1999, Пелотас, Бразилія) — бразильський футболіст, правий вінґер луганської «Зорі».

## Життєпис
Вихованець клубу «Бразіл де Пелотас». У першій команді «Бразіл де Пелотас» дебютував 23 липня 2019 року в нічийному (0:0) виїзному поєдинку 1-го туру бразильської Серії B проти «Спорт Ресіфі». Крістіан вийшов на поле на 60-ій хвилині, замінивши Бранкіньйо. Дебютним голом на професіональному рівні відзначився 3 серпня 2019 року на 44-ій хвилині переможного (1:0) домашнього поєдинку 14-го туру Серії B проти «Віторії». Даніель вийшов на поле в стартовому складі, а на 76-ій хвилині його замінив Еліас. У своєму дебютному сезоні на професіональному рівні зіграв 22 матчі в Серії B, в яких відзначився 2-ма голами. Настуного сезону грав рідше. У лютому та березні 2020 року провів 4 поєдинки в Серії A1 Ліга Гаушу та 2 поєдинки у кубку Бразилії, а в вересні — на початку жовтня зіграв 3 матчі в бразильській Серії B.
У жовтні 2020 року відправивися в оренду до «Ботафого». У футболці клубу з Жуан-Песоа дебютував 20 жовтня 2020 року в програному (2:3) виїзному поєдинку 11-го туру бразильської Серії C проти «Мануаса». Крістіан вийшов на поле на 46-ій хвилині, замінивши Родріго Андраде. Наприкінці жовтня — на початку грудня 2020 року зіграв 7 матчів у Серії C, в яких не відзначився жодним голом. На початку 2021 року повернувся до «Бразіл де Пелотас».
Наприкінці червня 2021 року підписав 3-річний контракт з «Зорею». У футболці луганського клубу дебютував 25 липня 2021 року в програному (0:1) домашньому поєдинку 1-го туру Прем'єр-ліги проти «Олександрії». Бразилець вийшов на поле на 73-ій хвилині, замінивши Єгора Назарину.

## Досягнення
«Бразіл де Пелотас»
- Серія B
  -  Срібний призер (1): 2019